# Jeddah Corniche Circuit
Jeddah Corniche Circuit (arabski: حلبة شارع جدة) – tor wyścigowy w Dżuddzie w Arabii Saudyjskiej. Na torze odbyło się inauguracyjne Grand Prix Arabii Saudyjskiej Formuły 1 jako przedostatni wyścig w kalendarzu sezonu 2021.
Jest to drugi pod względem długości tor w kalendarzu Formuły 1 (dłuższy jest tylko tor Spa-Francorchamps). Tor został zaprojektowany przez Hermanna Tilkego.
Tor liczy 6,174 kilometrów, a średnia prędkość okrążenia dla bolidów F1 ma wynosić około 250 km/h.

## Zwycięzcy Grand Prix Arabii Saudyjskiej na torze Jeddah Corniche Circuit
| Sezon | Kierowca       | Zespół                                          |        |
| ----- | -------------- | ----------------------------------------------- | ------ |
| 2021  | Lewis Hamilton | Mercedes                                        | Wyniki |
| 2022  | Max Verstappen | Red Bull Racing-RBPT                            | Wyniki |
| 2023  | Sergio Pérez   | Red Bull Racing-Honda Red Bull Powertrains RBPT | Wyniki |
| 2024  | Max Verstappen | Red Bull Racing- Honda RBPT                     | Wyniki |